# El Giral
El Giral est une localité située dans la province de Colón, au Panama. En 2008, la localité comptait 1 460 habitants.